# Rain in July
| Recensione       | Giudizio |
| ---------------- | -------- |
| AbsolutePunk.net | [ 2 ]    |

Rain in July è il primo EP del gruppo musicale pop punk gallese Neck Deep.

## Il disco
L'11 giugno 2012 è stato annunciato che il gruppo aveva firmato un contratto con la We Are Triumphant Records.
L'EP è stato reso disponibile in streaming tramite AbsolutePunk il 17 settembre 2012 ed è stato pubblicato il giorno seguente dalla We Are Triumphant. Il suono della band contiene elementi simili alle band The Story So Far e City Lights. Il 28 ottobre è stato pubblicato un video per I Couldn’t Wait to Leave 6 Months Ago. A novembre, l'EP è stato pubblicato su vinile dalla Hang Tight. Il 20 gennaio 2013 è stato pubblicato un video per Over and Over. L'EP è stato rimasterizzato come parte della raccolta Rain in July/A History of Bad Decisions, pubblicata dalla Hopeless il 17 giugno 2014. Il cantante Ben Barlow ha detto che questa raccolta sarebbe stata la "definitiva pubblicazione di [queste] canzoni". La band ha sperato che i nuovi fan che hanno apprezzato Wishful Thinking avrebbero potuto "godere della possibilità di controllare queste canzoni ora che abbiamo avuto la possibilità di migliorare il modo in cui suonano".

## Tracce
Testi e musiche di Neck Deep.
1. Kick It – 1:34
2. Silver Lining – 2:43
3. What Did You Expect? – 3:17
4. Over and Over – 2:55
5. A Part of Me (feat. Laura Whiteside) – 3:09
6. I Couldn't Wait to Leave 6 Months Ago – 2:22
7. All Hype, No Heart – 0:42

## Formazione
Formazione come da libretto.
Neck Deep
- Ben Barlow – voce
- Matt West – chitarra ritmica
- Dani Washington – batteria
- Lloyd Roberts – chitarra solista, cori
- Fil Thorpe-Evans – basso, cori

Cantanti aggiuntivi
- Laura Whiteside – voce (traccia 5)

Produzione
- Sebastian Barlow – produzione, ingegneria del suono
- Michael Fossenkemper – mastering